# Shiban, Guangdong
Shiban (kinesiska: 石板)  är en köping i sydöstra Kina. Den ligger i Gaozhou i staden Maoming i provinsen Guangdong, omkring 280 kilometer sydväst om provinshuvudstaden Guangzhou. Antalet invånare är 29 812. Befolkningen består av 14 616 kvinnor och 15 196 män. Barn under 15 år utgör 32 %, vuxna 15-64 år 56 %, och äldre över 65 år 11,0 %.